# Trois-Monts
Trois-Monts foi uma comuna francesa na região administrativa da Normandia, no departamento Calvados. Estendia-se por uma área de 6,98 km². Em 2010 a comuna tinha 598 habitantes (densidade: 85,7 hab./km²).
Em 1 de janeiro de 2019, passou a formar parte da nova comuna de Montillières-sur-Orne.